# Grete Kellenberger-Gujer
Grete Kellenberger-Gujer, née Margaretha Gujer le 12 novembre 1919 à Rümlang et décédée le 13 mars 2011 à Bülach, est une biologiste moléculaire  suisse renommée pour ses découvertes sur la récombinaison génétique et la restriction-modification de l'ADN dans les années 50 et 60. Elle a été une pionnière de l'analyse génétique des bactériophages, et avec ses recherches elle a contribué à la naissance et au développement de la biologie moléculaire dans l'Université de Genève et dans le monde,.

## Biographie
Après avoir obtenu sa maturité à la Töchterschule de Zürich, section classique, Grete Gujer fait des études en chimie à l'École polytechnique de Zurich, où elle rencontre Eduard Kellenberger, étudiant en physique. Le couple se marie en 1945, et en 1946 déménage à Genève, où Eduard Kellenberger démarre une thèse avec Jean Weigle, Professeur de Physique à la Faculté de Sciences de l'Université de Genève. Grete Kellenberger contribue à développer des nouvelles méthodes de préparation et analyse d'échantillons biologiques avec la microscopie électronique, une approche complètement nouvelle à l'époque,,. Ensuite, après le départ de Jean Weigle pour le California Institute of Technology en 1948, elle devient le moteur principal des recherches sur les phages lambda et leurs mutants à Genève. Sa collaboration avec Jean Weigle, qui retourne à Genève chaque été, est attesté par une intense correspondance, déposée à Caltech et par de nombreuses publications,,,,. Le nouvel Institut de Biophysique est logé dans le sous-sol du bâtiment de physique, et dans les années 60 deviendra l'Institut et puis Département de Biologie Moléculaire de la Faculté de Sciences de l'Université de Genève,,.
C'est Grete Kellenberger qui donne à Werner Arber, qui fait un doctorat entre 1954 et 1958 dans l'Institut, sous la direction de Jean Weigle, les bases conceptuelles et pratiques pour ses futures études dans la génétique des phages. Avec Arber, Grete Kellenberger publie plusieurs articles entre 1957 et 1966,,,,. Dans une lettre du 27 décembre 1960 à Werner Arber, Grete Kellenberger partage ses réflexions à la suite d'un séminaire du Professeur Lehman de l'Université de Stanford :
« Il y avait un séminaire d'un nommé [] Lehman de Stanford sur les DNAses intracellulaires de Coli, cela vous aurait beaucoup intéressé et je pense que c'est par là qu'on doit envisager les phénomènes que vous étudiez. Même y sacrifier 3 mois ce n'est rien, il faut prévoir au moins 3 années! ne vous faites pas de souci pour cela. […] Je pense qu'avec les UV, on fait probablement des points d'attaque et puis ça continue un certain bout [sous l'action des DNAses], alors à de fortes doses presque tout est détruit parce que les morceaux entre les points d'attaque sont de plus en plus courts. Pour P1 ce serait quelque chose de similaire, il y aurait une DNAse P1 qui peut attaquer le DNA ordinaire (lambda et bactéries Hfr p.ex) mais il y aurait aussi une enzyme P1 qui ferait une autre sorte de DNA qui serait résistant. […] C'est difficile à aborder sans chimie ».
La majeure contribution scientifique de Grete Kellenberger est la découverte mettant en évidence que la récombinaison est due à un échange physique d'ADN, plutôt qu'à une réplication sélective. L'article est publié sur le Proceedings of the National Academy of Sciences USA (PNAS) par Grete Kellenberger, Maria Ludovica Zichichi et Jean Weigle, dans le même numéro que l'article de Meselson et Weigle sur ce sujet. Maria Ludovica Zichichi travaille avec Grete Kellenberger dès 1960 à fin 1962, et cinq publications seront issues de cette collaboration,,,,.
En 1965, Grete Kellenberger avec son mari Eduard Kellenberger et une partie de son groupe de recherche part à Manhattan, Kansas, pour une année sabbatique. A la Kansas State University, elle travaille à côté du doctorant Ulrich Laemmli sur le phage T4. Durant cette année, Eduard Kellenberger rentre en Suisse sans sa femme, et ils divorcent en 1967. Grete Kellenberger-Gujer continue à travailler dans le Kansas, et accepte ensuite un poste de chargée de recherche indépendante dans le laboratoire de Lucien Caro, à l'Oak Ridge National Laboratory, dans l’État du Tennessee. En 1971, Grete Kellenberger-Gujer rentre à Genève, et elle travaille dans le groupe de Lucien Caro, dans le Département de Biologie Moléculaire, jusqu'à 1980, année où elle part à la retraite. Dans la période 1971-1975, Grete Kellenberger-Gujer travaille à côté de Douglas Berg, avec lequel elle partage un intérêt pour l'analyse génétique des bactériophages et du plasmide lambda dv, et elle publie trois articles avec Berg,,.

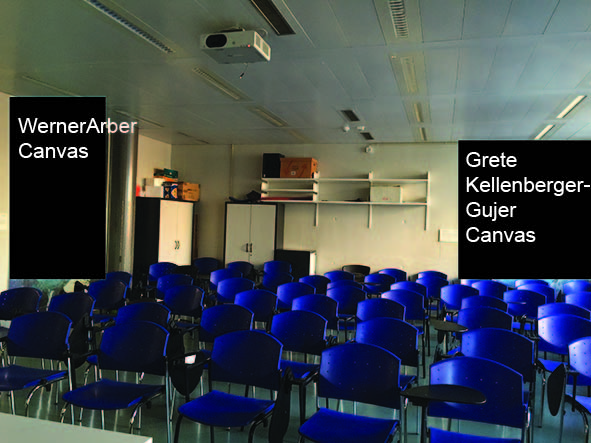
Salle de séminaire du département de Biologie moléculaire.

## Prix et reconnaissances
En 1979, la Faculté de Médécine de l'Université de Genève a attribué à Grete Kellenberger-Gujer le Prix Mondial Nessim-Habif.
En 2009, trois toiles-portrait de Grete-Kellenberger-Gujer ont été réalisées par l'Atelier Roger Pfund, et affichées à l'extérieur du bâtiment de Uni Dufour pour l'exposition « Faces à faces », qui a commémoré les personnalités représentatives de l'Université de Genève, dans le cadre des célébrations du 450e anniversaire de la même Université. Une de ces toiles décore maintenant la salle de séminaire du Département de Biologie Moléculaire de la Faculté de Sciences de l'Université de Genève, dans le bâtiment de Sciences III, face à face à la toile-portrait de Werner Arber.